# Макарьевское (Алтайский край)
Мака́рьевское — село в Красногорском районе Алтайского края. Входит в состав Усть-Кажинского сельсовета.

## География
Расположено на берегах реки Кажа, вблизи места впадения в неё реки Богучак. Абсолютная высота — 241 м над уровнем моря.

## История
Основано в 1824 году. В 1926 году в селе имелось 265 хозяйств и проживало 1276 человек (609 мужчин и 667 женщин). В национальном составе населения того периода преобладали русские. Действовали школа I ступени, изба-читальня, библиотека, кредитное товарищество и лавка общества потребителей. В административном отношении являлось центром Макарьевского сельсовета Новиковского района Бийского округа Сибирского края.

## Население
| 1926 | 1997 | 1998 | 1999 | 2000 | 2001 | 2002 | 2003 | 2004 | 2005 |
| ---- | ---- | ---- | ---- | ---- | ---- | ---- | ---- | ---- | ---- |
| 1276 | ↘296 | ↗297 | ↘285 | ↘280 | ↗291 | ↗298 | ↘270 | ↘263 | ↘257 |
| 2006 | 2007 | 2008 | 2009 | 2010 | 2011 | 2012 | 2013 |      |      |
| ↘230 | ↘219 | ↘192 | ↗202 | ↘162 | ↘160 | ↘147 | ↘140 |      |      |

Национальный состав
Согласно результатам переписи 2002 года, в национальной структуре населения русские составляли 95 %.